# Hyopsodus

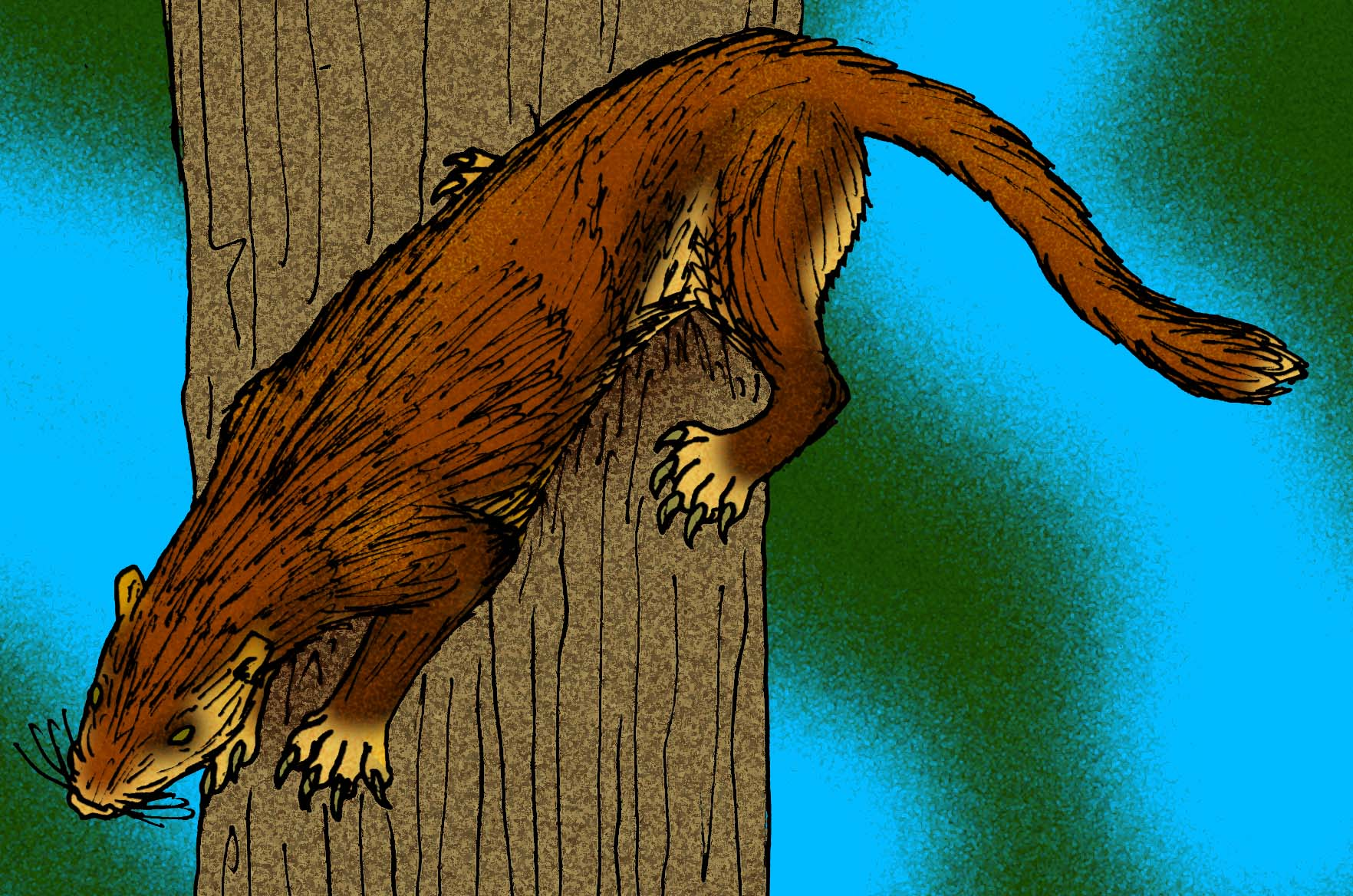
Реставрація

Hyopsodus — рід вимерлих ранніх унгулят родини Hyopsodontidae, групи, пов'язаної з непарнопалими або базальною до неї. Скам'янілості цього роду були знайдені в еоцені Північної Америки, особливо в районі басейну Бігхорн у Сполучених Штатах. Його також знайшли в Євразії.

## Таксономія
Вісімнадцять видів Hyopsodus були описані з Північної Америки, чотири з Азії та два з Європи. Точна кількість та ідентичність видів була оскаржена, як це зазвичай буває, коли таксони зводяться на основі фрагментарних матеріалів. Однак існує загальна згода, що кілька видів роду жили в епоху Васатчі, Уінтан і Бріджеріан північноамериканських наземних ссавців, і їх використовували як для реконструкції палеосередовища, так і для вивчення еволюційних змін.